# کلسکوگا
شهر کلسکوگا (به سوئدی: Karlskoga) در ناحیه شهری کلسکوگا در کشور سوئد واقع شده‌است. جمعیت این شهر بر پایه سرشماری ۲۰۱۰ قریب به ۲۷٬۰۸۴ نفر بوده‌است.

## نگارخانه

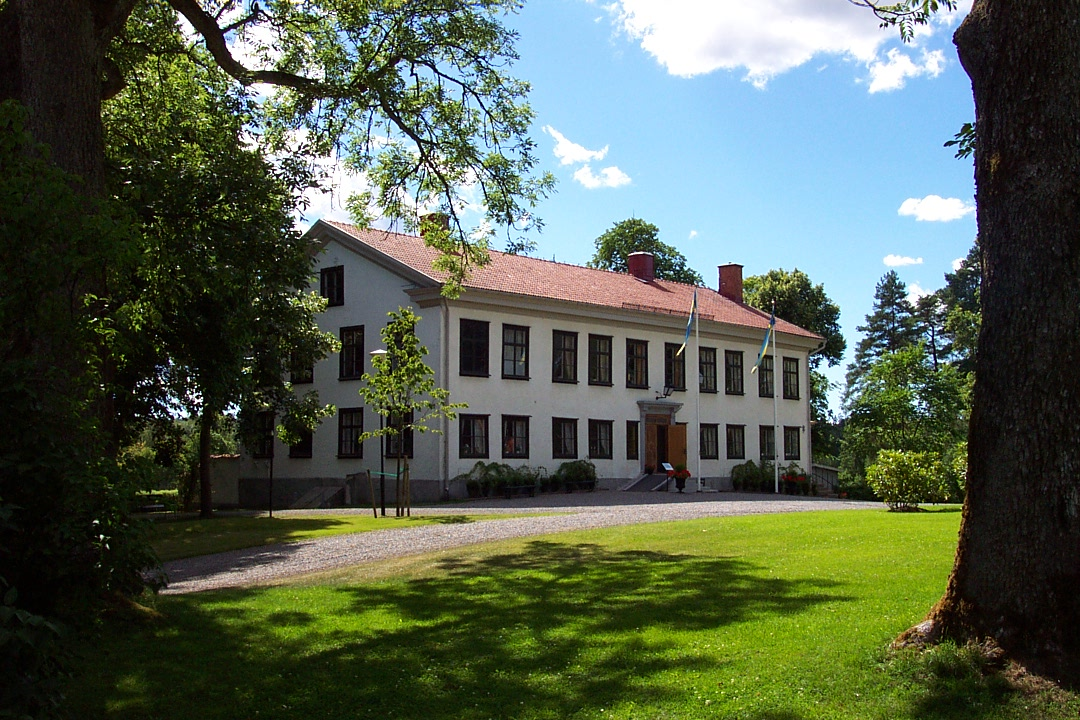
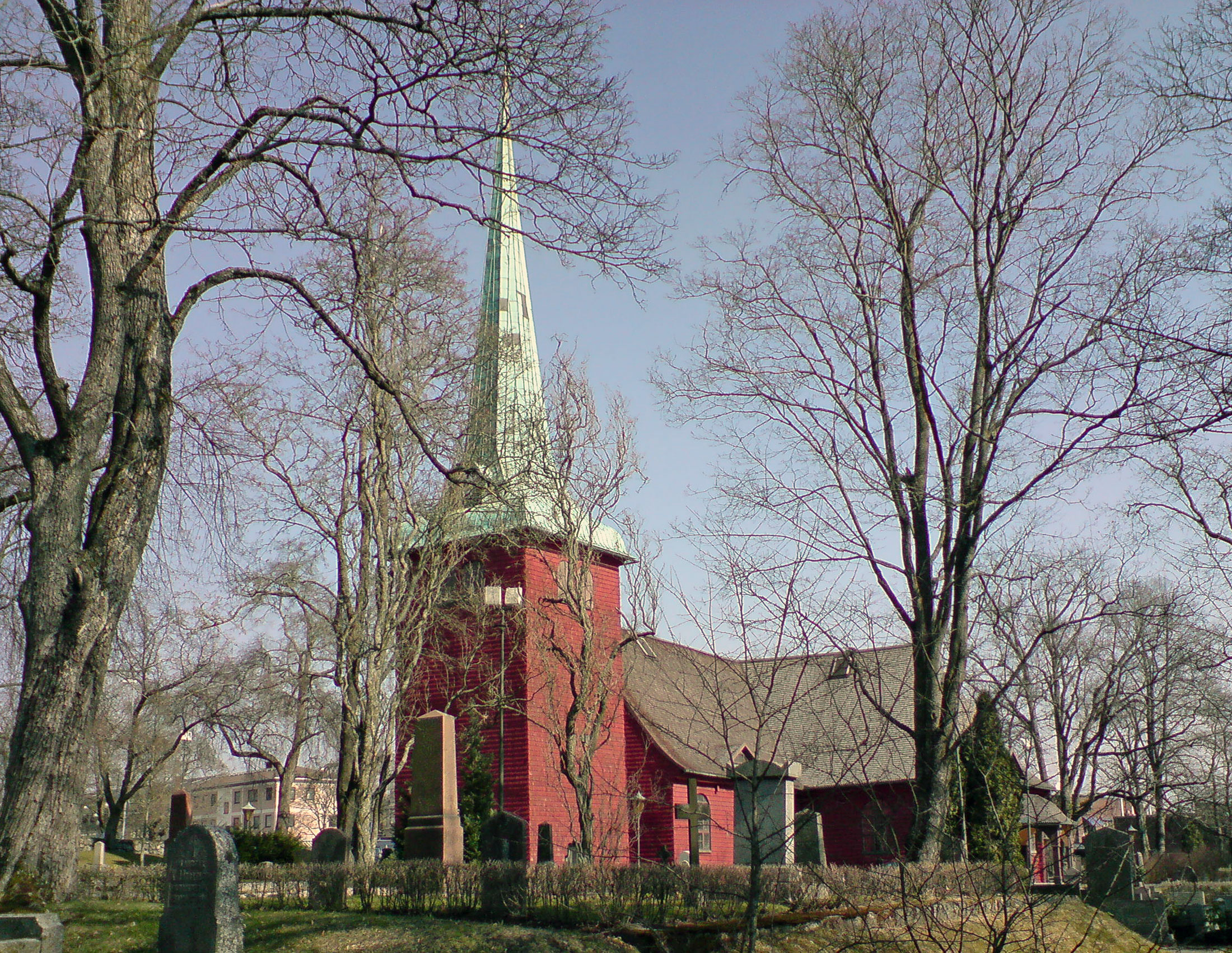